# They're Only Chasing Safety
Albums de Underoath
The Changing Of Times
(2002) Define The Great Line
(2006)
They're Only Chasing Safety est le second album du groupe Underoath. L'album a été réalisé le 15 juin 2004 sur Solid State Records.

## Réception
En 2005, They're Only Chasing Safety a été vendu plus de 218,000 copies, avec un "re-release" vendu à 279,000 copies. Soit 500,000 copies de l'album vendues rien qu'aux États-unis.

## Titres des chansons
1. Young and Aspiring - 3:04
2. A Boy Brushed Red Living in Black and White - 4:28
3. The Impact of Reason - 3:23
4. Reinventing Your Exit - 4:22
5. The Blue Note - 0:51
6. It's Dangerous Business Walking Out Your Front Door - 3:58
7. Down, Set, Go - 3:44
8. I Don't Feel Very Receptive Today - 3:42
9. I'm Content with Losing - 3:55
10. Some Will Seek Forgiveness, Others Escape (featuring Aaron Marsh of Copeland)